# Palpita viettei
Palpita viettei is een vlinder uit de familie van de grasmotten (Crambidae), uit de onderfamilie van de Spilomelinae. De wetenschappelijke naam van deze soort is voor het eerst voorgesteld door Eugene Gordon Munroe in een publicatie uit 1959. Munroe vernoemde deze soort naar de Franse entomoloog Pierre Viette.
De soort komt voor in Guadeloupe.